# District de Zhongzheng

Localisation du district de Zhongzheng.

Le district de Zhongzheng (chinois traditionnel : 中正區; ; pinyin : Zhōngzhèng Qū ; Wade : Chung-cheng Chü) est l'un des douze districts de Taipei. Il accueille nombre de bâtiments officiels de la République de Chine, dont le Palais présidentiel de Taïpei, le Yuan exécutif, le Yuan de contrôle, le Yuan législatif, le Yuan judiciaire et autres ministères. Le district a été nommé en l'honneur du président et généralissime Tchang Kaï-chek. 

## Culture
Le district possède de nombreux lieux culturels et éducatifs, comme le jardin botanique de Taipei, le Mémorial de Tchang Kaï-chek, le musée national d'Histoire, le musée de Taïwan, la bibliothèque nationale, le théâtre national de Taïpei, le parc du mémorial de la paix 228 et les archives cinématographiques chinoises de Taïpei. Entre autres musées notables, on peut citer le musée postal Chunghwa, le musée de l'eau potable de Taïpei... 
Le quartier lycéen et étudiant se trouve au sud de la gare centrale de Taipei. On y trouve une forte concentration de librairies, d'école de soutien scolaire (cram schools), de centres d'entraînement aux examens...

## Transports
Le district de Zhongzheng District a le meilleur réseau de transport de tout Taïpei. Notamment s'y trouve la gare centrale de Taipei, un nœud de communication majeur aussi bien à l'échelle de la ville que du pays. Les lignes rouge, bleu, orange et verte du métro de Taïpei ainsi que la ligne aéroportuaire quadrillent le district à travers onze stations : Zhongxiao Xinsheng, Shandao Temple, Taipei Main Station, Ximen, Xiaonanmen, National Taiwan University Hospital, Chiang Kai-shek Memorial Hall, Dongmen, Guting, Taipower Building et Gongguan.